# (4312) Knacke
(4312) Knacke est un astéroïde de la ceinture principale.

## Description
(4312) Knacke est un astéroïde de la ceinture principale. Il fut découvert le 29 novembre 1978 à Palomar par Schelte J. Bus et Charles T. Kowal. Il présente une orbite caractérisée par un demi-grand axe de 2,38 UA, une excentricité de 0,15 et une inclinaison de 4,4° par rapport à l'écliptique.

## Compléments